# Flughafen Ämari

i7
i11
i13
Der Flughafen Ämari (estnisch: Ämari lennuväli, ICAO-Code: EEEI) ist ein Militärflugplatz in Estland. Er liegt auf dem Gebiet des Dorfs Ämari (deutsch veraltet: Habbinem) in der Landgemeinde Lääne-Harju. Ämari ist der wichtigste Stützpunkt der estnischen Luftstreitkräfte und inzwischen auch zweite Basis für das Air Policing Baltikum.

## Geschichte
Das, alternativ auch unter dem Namen Suurküla lennuväli bekannte, Flugfeld wurde bereits von 1940 bis 1941 durch die Rote Armee genutzt. Von 1941 bis 1944 folgte die deutsche Luftwaffe. Die sowjetischen Luftstreitkräfte nutzten den Flugplatz von 1944 bis 1994 dauerhaft und mehrheitlich für ihre Frontfliegerkräfte. Bis 1947 waren hier Schlacht- und Aufklärungsflieger der Seefliegerkräfte mit IL-2, PBN-1 Nomad sowie Begleitjäger Jak-9P stationiert. Es folgten Jagdflieger der Luftstreitkräfte und Luftverteidigung mit Jak-17UTI, MiG-15 und MiG-17. Von 1960 bis 1967 war hier erneut die Marine mit einem Regiment stationiert, das Hubschrauber Mi-4 und Ka-15 nutzte. Zwischen 1967 und 1984 war hier das 88. Jagdbombenfliegerregiment mit MiG-17, MiG-21PFM und MiG-27D stationiert. Seit etwa 1975 wurden auf dem Flughafengelände auch Atombomben bereitgehalten. Hinzu kam ab 1977 das 312. Jagdbombenfliegerregiment mit Su-7BKL/BKM. Mit der Umrüstung auf Su-24 im Jahr 1983 formierte es zum Frontbombenfliegerregiment um. Von 1989 bis 1994 war es der Seekriegsflotte unterstellt und seit 1991 wurde es als 170. Garde-Marineschlachtfliegerregiment bezeichnet.
Nach dem Auseinanderfallen der Sowjetunion und der Wiedererlangung der estnischen Unabhängigkeit wurde Ämari von 1991 bis 1994 zunächst von den russischen Luftstreitkräften als Militärflugplatz genutzt und ging anschließend in den Besitz der Republik Estland. Der 1997 von den estnischen Luftstreitkräften übernommene Flugplatz ist seit Oktober 2000 der Stützpunkt für die militärische Luftraumüberwachung des Landes im Rahmen von BaltNet und seit dem NATO-Beitritt 2004 auch für NATIENADS (NATO Integrated Extended Air Defence System) zuständig.
Die im Jahr 2009 beschlossene umfassende, von der NATO finanziell unterstützte, Erneuerung des Flugplatzes umfasste den Bau eines neuen Treibstofflagers und die Modernisierung der Start- und Landebahn. Zudem wurden Terminals und eine Hakenfanganlage für Kampfflugzeuge renoviert bzw. gebaut und bis 2012 ein Instrumentenlandesystem und andere Navigationsanlagen installiert. Am 15. September 2010 konnte die neue, mit 2750 m Länge und 45 m Breite den NATO-Normen entsprechende, Piste von Präsident Toomas Hendrik Ilves feierlich eröffnet werden. Über das Nato Security Investment Programm wurden von dem Verteidigungsbündnis 45 Mio. der Gesamtumbaukosten von 96 Mio. Euro getragen. Mit dieser Summe galt das Bauprojekt als das bis dahin teuerste in der Geschichte Estlands.
Die zuvor nur in Litauen stationierten alliierten Jagdflugzeug-Schwärme im Rahmen des „Air Policing Baltikum“, die den baltischen Luftraum überwachen, nutzen seit 2014 auch Ämari. Hierzu kann die Basis nach Abschluss der Modernisierung gleichzeitig bis zu 16 NATO-Flugzeuge aufnehmen. Für die Zeit seit Oktober 2010 hatte Estland bereits eine Vereinbarung mit der Allianz, dass Kampfjets der Verbündeten in Ämari Trainingsflüge absolvieren. Im Mai 2014 kam es erstmals zur regulären Nutzung der Basis durch vier dänische Flugzeuge. Wie bereits im April 2014 vermeldet wurde, hätte für eine durchgehende Nutzung der Basis als NATO-Stützpunkt das bestehende Personal mehr als verdoppelt werden müssen. Mit den damals vorhandenen 170 Mann konnten die notwendigen Rahmenbedingungen lediglich vier Monaten am Stück aufrechterhalten werden. Aufgrund der durchgehenden Nutzung seit 2014 ist allerdings davon auszugehen, dass dieses Problem zwischenzeitlich (durch Transfer ausländischen Personals und/oder Einstellung eigenen Personals) gelöst wurde.
Im Jahr 2024 wurde der Flughafen modernisiert, dazu wurden die Air Policing Kontingente auf den anderen beiden Basen im Baltikum (Flughafen Šiauliai und seit 2023 der lettische Militärflugplatz Lielvārde) stationiert.

## Militärische Nutzung

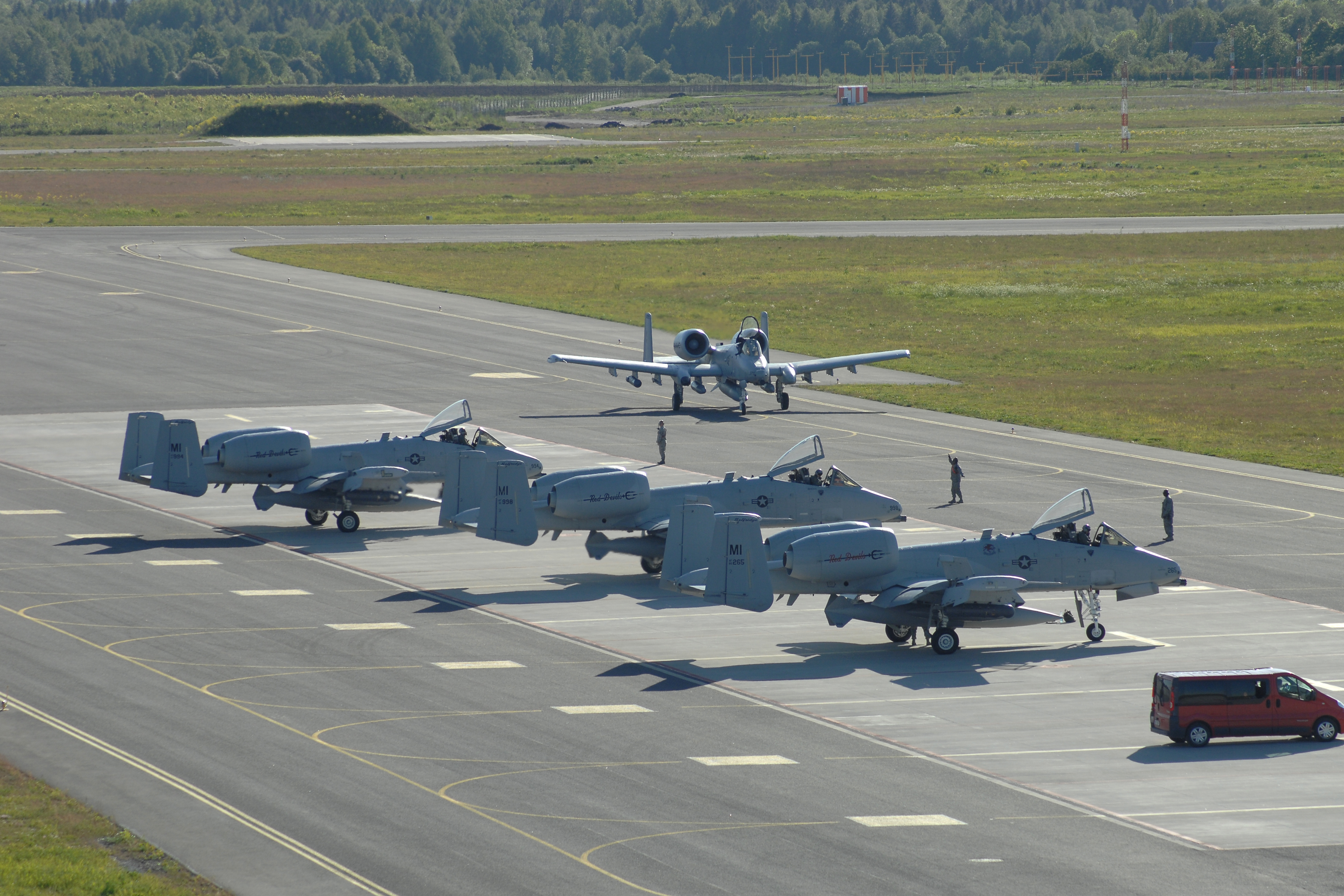
US-Kampfflugzeuge A-10 auf dem Luftwaffenstützpunkt Ämari in Estland

- Nachdem der Militärflugplatz von Russland aufgegeben wurde, haben die estnischen Luftstreitkräfte auf der Basis zunächst verschiedene eigene Einheiten (Hubschrauber und Flugzeuge) stationiert.
- Im Rahmen der umfangreichen Modernisierung wurde Ämari auch für größere Kampfjet-Verbände der NATO-Partner ertüchtigt. Die Basis dient seit 2014 permanent als eine Basis des Air Policing Baltikum.
- Neben der Bedeutung als Stützpunkt für NATO-Kampfjets, wurden zeitweise auch das Logistik-Bataillon (Logistikapataljon) und aktuell das Stabs- und Fernmelde-Bataillon (Staabi- ja sidepataljon) der estnischen Streitkräfte auf dem Gelände der Basis stationiert.

## Zivile Nutzung
Zudem soll das Flugfeld von der Zivilluftfahrt genutzt werden und als Ersatzlandebahn des Flughafens Tallinn dienen.